# Chapelle Saint-Hubert et Sainte-Vierge de Blindef
La chapelle Saint-Hubert et Sainte-Vierge est un édifice religieux catholique situé au centre du hameau de Blindef (commune de Sprimont) dans la province de Liège (Belgique). Construite en 1762, la chapelle est classée au patrimoine immobilier de la Région wallonne.  

## Localisation
La chapelle se trouve au centre du hameau de Blindef, à droite du château.

## Description
Bâtie en moellons de pierre calcaire de la région, la chapelle se compose d'une seule nef et d'un chevet à trois pans coupés. Les baies (porte d'entrée et fenêtres) sont surmontées par des linteaux bombés et clés de voûte. Le centre de la façade avant comprend un oculus percé au centre d'un carré en pierre de taille. Une sacristie a été ajoutée à l'arrière de la nef du côté ouest. La toiture en ardoises est surmontée d'un clocheton octogonal à bulbe avec abat-sons et croix en fer forgé au sommet.

## Classement
La chapelle est reprise depuis le 14 décembre 1981 sur la liste du patrimoine immobilier classé de Sprimont.

## Source et lien externe
- « Chapelle Saint-Hubert et de la Sainte-Vierge de Blindef », sur mini-ardenne.be (consulté le 31 décembre 2023)